# Griffen
Pour les articles homonymes, voir Griffen (homonymie).
Griffen (en slovène : Grebinj) est une commune (Marktgemeinde) autrichienne du district de Völkermarkt en Carinthie.

## Géographie
La municipalité se situe au pied des Alpes de Lavanttal, dans le nord-est du bassin de Klagenfurt. Le territoire communal comprend les localités de Griffnerthal, Großenegg, Haberberg, Kaunz, Kleindörfl, Pustritz, Sankt Kollmann, Wölfnitz et Wriesen.
Griffen se trouve à proximité immédiate de l'autoroute A2.

## Histoire
La zone de Griffen a été habitée par l'homme depuis plus de 20 000 ans, comme en témoignent les découvertes archéologiques. Vers la fin du VIe siècle, des colons slaves sont arrivés dans la région ; leur principauté de Carantanie constitue le début de l'histoire culturelle des Slovènes en Carinthie.

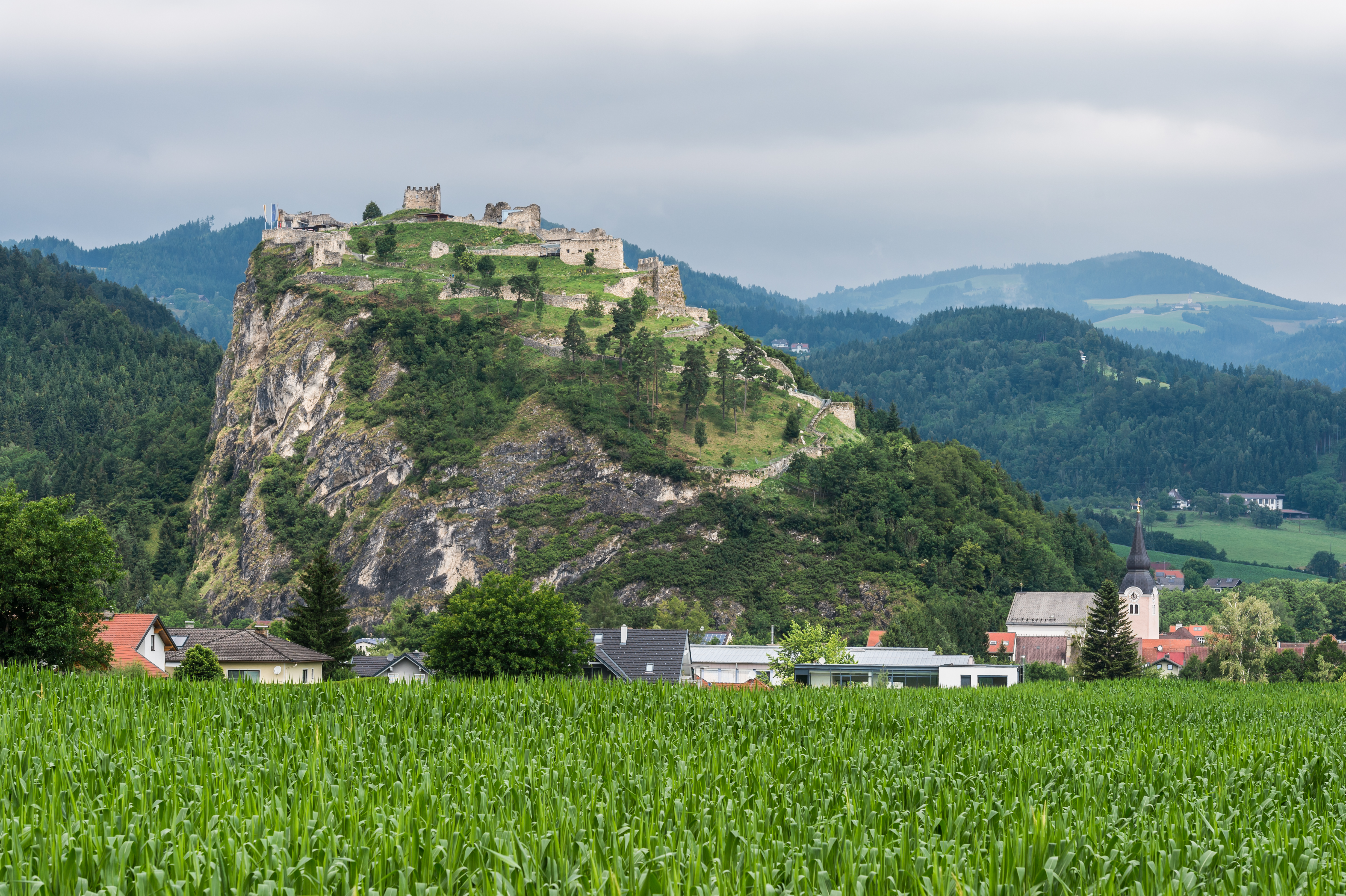
Le château de Griffen.

Le lieu de Criuina fut mentionné pour la première fois dans un acte de 822, lorsque le domaine est entré en possession de l'abbaye bénédictine d'Innichen. Le château de Griffen fut construit entre 1124 et 1146 à l'instigation des évêques de Bamberg, considérée comme point stratégique entre leurs propriétés au sein du duché de Carinthie. En 1160, l'empereur Frédéric Barberousse confirma aux évêques la possession du châteaufort de Grivena. 
La colonie au-dessous de la forteresse avec son marché et l'eglise paroissiale fut mentionnée en 1237. À ce temps, l'évêque Egbert d'Andechs-Méranie a fondé un chapitre des chanoines réguliers de Prémontré plus à l'ouest, une filiale de l'abbaye de Veßra en Thuringe. La domination des princes-évêques de Bamberg ne devait s'achever qu'en 1759. Le couvent de Griffen fut sécularisé sur l'ordre de l'empereur Joseph II en 1786.

## Jumelages
La commune de Griffen est jumelée avec :
- Trasaghis (Italie) depuis 1976

## Personnalités liées à la commune
- Peter Handke (né en 1942 au village d'Altenmarkt), écrivain, lauréat du prix Nobel de littérature.